# Who’s Nailin’ Paylin?
Who’s Nailin’ Paylin?: Adventures of a Hockey MILF (с англ. — «Кто пялит Пэйлин?») — американский сатирический порнографический фильм режиссёра Джерома Таннера. Фильм был выпущен 4 ноября 2008 года компанией Hustler Video. Картина является сатирой на губернатора Аляски и бывшего кандидата в вице-президенты США Сару Пэйлин, которую играет звезда MILF-фильмов Лиза Энн. Кроме пародии на Пэйлин, в фильме есть также сюжетные линии о Хиллари Клинтон, Кондолизе Райс и Билле О’Рейли, в ролях которых снялись Нина Хартли, Джада Файер и Майк Хорнер соответственно. Съёмки продолжались 2 дня, было снято 5 сексуальных сцен, охватывающих университетские годы Пэйлин, жизнь на Аляске и президентские выборы 2008 года.
31 октября 2008 года было объявлено, что Hustler собирается снять дополнительную сцену Obama is Nailin’ Palin?, которая будет распространяться через веб-сайт компании и не будет выпущена на DVD. Бонусная сцена была выпущена 3 ноября 2008 года, за день до президентских выборов.
После успеха Who’s Nailin’ Paylin? студия Hustler выпустила несколько сиквелов: Letterman’s Nailin' Palin, You’re Nailin' Palin (интерактивный DVD с Алексис Тексас в роли Мисс Калифорния Кэрри Прежан), Hollywood’s Nailin' Palin и Who’s Nailin' Palin? 2.

## Сюжет

Пэйлин и русские солдаты

Фильм начинается сценой в комнате Сэрры Пэйлин, когда два русских солдата стучатся в дверь её дома. Они говорят, что у их танка спустило колесо и просят воспользоваться телефоном, чтобы позвонить в Кремль. На вопрос Сэрры, что такое Кремль, они отвечают: «Тягач». Чтобы не портить отношения между США и Россией, она впускает их в дом. После непродолжительного разговора, флирта и шуток начинается секс втроём. Далее действие переходит в студию Faux News к ведущему Биллу Оралли. После сцены с русскими солдатами газеты выходят с заголовками «Пэйлин поддерживает русское проникновение!». Оралли восхваляет последнюю работу Пэйлин по международным отношениям и критикует то, что он характеризует как «лицемерных левых», когда вначале они критикуют Пэйлин за малый опыт в международных отношениях, а теперь за гостеприимство.
Вторая сцена происходит в гостинице в Вашингтоне (округ Колумбия). Стажёрка подготавливает Сэрру к пресс-конференции. Она пытается научить Пэйлин правильно произносить слова «Absolutely» и «Definitely», вместо которых Сэрра говорит: «You betcha». После разговоров со стажёром она уходит в поисках «тёплого молока и немного отдыха». После ухода Пэйлин стажёрка говорит: «Какая пустоголовая», на что муж Сэрры отвечает: «Попробуй пожить с ней». Сцена заканчивается анальным сексом между мистером Пэйлином и стажёркой.
Третья сцена происходит в спальне Сэрры. Она спит, одетая лишь в трусики и ленточку победительницы Мисс Аляска, и ей снятся сны. В последних она соблазняет делового партнёра её мужа в офисе по продаже снегоходов. Следующий сон, который ей снится — воспоминания об университетских годах, когда она училась в международном университете АЙ-ДА-ХО (англ. The International University of I-DA-HO) в 1987 году. Молодая Сэрра слушает и активно участвует в дискуссии, темой которой является псевдонаука. Она говорит, что возраст Земли составляет 10 000 лет, а наличие ископаемых животных объясняет происками Сатаны. После урока она спрашивает у профессора, знает ли тот какие-нибудь ритуалы, чтобы защититься от колдовства. Профессор уверяет её, что интенсивный куннилингус обеспечит необходимую защиту и проводит демонстрацию.
Последняя сцена начинается с монолога Билла Оралли в студии Faux News. Он представляет пресс-конференцию Пэйлин, на которой та должна будет высказаться в свою защиту по поводу обвинений в супружеской измене. Во время своего выступления на пресс-конференции она избегает ответов на вопросы, связанные с прелюбодеянием. После конференции из-под трибуны появляется Хилли, которая делала куннилингус Сэрре во время выступления. Фильм заканчивается лесбийской сценой, в которой принимают участие Сэрра, Хилли и Конди.

## История создания
В сентябре 2008 года, через несколько дней после завершения национального съезда Республиканской партии США, продюсеры студии Larry Flynt Publications опубликовали анонимное объявление в Крейгслисте о приёме на работу. В объявлении говорилось, что требуется актриса, похожая на Сару Пэйлин, для съемок в фильме для взрослых. Съёмки пройдут в большой порностудии в Лос-Анджелесе в ближайшие 10 дней, в фильме будут отсутствовать сцены анального секса, а гонорар актрисы составит от 2000 до 3000 долларов. По словам обозревателя Вайолет Блу, это достаточно большой гонорар за такую роль. Сайт 23/6 вывесил лонг-лист названий фильма для голосования, среди которых были: The Fuck Stops Here, Land of the Midnight Cum, Juneau You Want It, Straight Cock Express, Northern XXXposure, The Maverdick, Not On My Glasses и несколько других. Больше всех голосов набрал вариант Drill Baby Drill, но продюсеры Hustler Video решили назвать картину Nailin' Paylin. Имя главной героини Сары Пэйлин было изменено на Сэрра Пэйлин, чтобы избежать судебных исков. Ещё одним персонажем фильма стал политический комментатор Билл O’Рейли, который в фильме появляется под именем Билл Оралли. На главную роль взяли порноактрису Лизу Энн, у которой было всего 4 дня, чтобы подготовиться к съемкам. Энн изучила манеры Пэйлин, которые та демонстрировала во время дебатов против Джо Байдена, а также пародию Тины Фей на Пэйлин в передаче Saturday Night Live. Она купила через интернет в Macy’s такой же костюм, как и у Пэйлин, и сама перешила его, так как боялась, что если отдаст его на перешивку, то он не будет готов к съёмкам. Однако, по словам актрисы, она так и не успела за такой короткий промежуток времени полностью научиться воспроизводить акцент Пэйлин. 11 октября 2008 года начались съёмки фильма, которые продолжались два дня. Режиссёром фильма был назначен Джером Таннер.

## В ролях
| Актёр           | Роль                          |
| --------------- | ----------------------------- |
| Лиза Энн        | Сэрра Пэйлин (Сара Пэйлин)    |
| Нина Хартли     | Хилли (Хиллари Клинтон)       |
| Холли Уэст      | стажёр в Белом доме           |
| Джада Файер     | Конди (Кондолиза Райс)        |
| Синди Дженнингс | Сэрра Пэйлин в молодости      |
| Саша            | российский солдат             |
| Мик Блу         | российский солдат             |
| Алекс Найт      | муж Сэрры (Тодд Пэйлин)       |
| Ли Стоун        | партнёр мужа Сэрры по бизнесу |
| Эван Стоун      | университетский профессор     |
| Майк Хорнер     | Билл Оралли (Билл О’Рейли)    |

## Выход на DVD и Blu-ray

Обложка фильма «Who’s Nailin’ Paylin?»

Фильм Who’s Nailin' Paylin? был выпущен на DVD в день президентских выборов в США, 4 ноября 2008 года, и сразу же занял первое место в списке самых продаваемых фильмов на сайте AdultDVDEmpire. Согласно пресс-релизу Hustler, было продано десятки тысяч DVD с фильмом, продажи которого стали одними из самых успешных в истории компании.
DVD-версия фильма снята в анаморфном широкоэкранном формате с соотношением сторон 1,78:1 с разрешением 480i, закодированная в MPEG-2, со скоростью потока 5,1 Мбит/с. Аудиодорожка представлена в формате Dolby Digital 2.0, со скоростью потока 192 Кбит/с и частотой 48 кГц. Версия DVD включает в себя несколько дополнительных роликов для других фильмов студии Hustler Video, галерею изображений из фильма и краткие интервью с актёрами.
Blu-ray-версия также содержит дополнительный эпизод, в котором Лиза Энн играет Пэйлин, проигравшую выборы. Её партнёр Гай Дэсильва играет Барака Обаму. Продолжительность эпизода составляет 19 минут и 13 секунд. На диске также содержится тридцатиминутное видео, в котором актёрский состав фильма рассказывает о своих политических знаниях. Формат изображения фильма также в анаморфном широкоэкранном формате, но с более высоким разрешением 1080i. Аудиодорожка представлена в формате Dolby Digital 2.0, со скоростью потока 224 Кбит/с и частотой дискретизации 48 кГц.

## Отзывы
Картина Who’s Nailin' Paylin? получила большой резонанс не только в специализированных изданиях, но и в региональных и общенациональных СМИ. Многие масс-медиа сошлись на мнении, что данный фильм являлся своеобразным грязным приёмом политической борьбы и стал способом очернения, направленным против кандидата в вице-президенты США от Республиканской партии на выборах 2008 года Сары Пэйлин. Газета The Guardian охарактеризовала фильм как «политическую порно-сатиру», попутно отметив его слабый сценарий и нелепые диалоги.
В целом фильм получил негативные отзывы в печатных изданиях. Критик The Guardian Джон Паттерсон в своём обзоре написал: «литературная ценность сюжета близка к нулю, а его политические уколы выглядят по-детски». Он также отметил нелепые диалоги, такие как «Бури, детка, бури!» (англ. Drill, baby, drill!) и «Я говорю на непонятном языке <в состоянии религиозного экстаза>!» (англ. I'm speaking in tongues!). Противоположную точку зрения высказал Уильям Биббиани на сайте Geekscape, который отметил, что каждая сцена в фильме имеет свою политическую интерпретацию. Так, первая сцена с русскими пародирует высказывания Пэйлин, о том, что она хорошо разбирается в международных отношениях, так как из окон её дома видна Россия. Однако, по его мнению, реплики русских «как будто вырваны из разговорника 1975 года». Сцена, изображающая студенческие годы Сэрры, высмеивает креационизм. В завершении обзора автор заявил, что фильм был бы хорошим дополнением к капсуле времени политической сатиры начала XXI века, которую бы хорошо дополнили такие картины как «Буш» Оливера Стоуна и «Это мой Буш!» Мэтта Стоуна и Трея Паркера.
Критик Майкл Хигдон с сайта SpliceToday.com был разочарован кинолентой, сравнивая её с таким порнофильмом как «Пираты». Несколько обозревателей ресурса Salon.com после прочтения сценария также прокомментировали фильм, оставив отрицательные отзывы: Ребекка Трэйстер задалась вопросом «почему порно всегда так плохо?», а Кейт Хардинг заявил, что, те десять минут, которые он потратил на чтение сценария, стали пустой тратой времени, потому что шутки были плохими. Джуди Берман отрицательно прокомментировала первую сцену, отметив многочисленные клише, а также спецэффекты, хуже которых она не видела со времён «Барбареллы». Сара Хепола назвала фильм не интересным, как и любое другое порно, а настоящую Сару Пэйлин более сексуальной, чем играющая её актриса.
В обзоре сайта XCritic было отмечено, что фильм имеет высокий уровень, несмотря на то, что его производство проходило в рекордно короткие сроки, чтобы воспользоваться выборами. Сайт выставил оценку фильму «Рекомендовано» и выразил надежду, что Hustler продолжит выпуск фильмов в жанре политической сатиры. Из недостатков было указано, что диалоги могли бы быть более политически точными, а также не всегда удачные планы во время съёмок сексуальных сцен.
Исполнительница главной роли Лиза Энн получила широкое внимание СМИ, включая интервью журналу Marie Claire, появления на шоу Entertainment Tonight и на радио. В интервью журналу Marie Claire она рассказала, что поклонникам понравился фильм, которые назвали его «проницательным» и «смешным». Актриса также считает, что аудитория этого фильма намного шире, чем большинства обычных порнофильмов. Он, как и порнофильм про Пэрис Хилтон, — часть истории. Многие его купят только для того, чтобы могли сказать, что он у них есть. По её мнению, фильм станет хорошим подарком. На вопрос о возможном ответном ударе в её сторону она ответила: «Может быть, какие-нибудь сумасшедшие правые активисты попытаются сжечь мой дом… Но я поставила себя на место этой цели, и это так, как это есть».
В передаче America’s Newsroom от 13 октября, журналист Fox News Мегин Келли сказала, что фильм «отвратительный, он грязный; он [американский народ] не захочет смотреть его» и поставила под вопрос соответствие его законам. Позже в программе адвокат Дэвид Вогл сказал, что наилучшей линией поведения для Пэйлин будет игнорирование фильма, хотя она может попытаться добиться судебного запрета на выход картины до выборов. Он также отметил, что в 1988 году в деле Hustler против Джерри Фалуэлла было установлено, знаменитости не могут подавать в суд, когда дело касается пародии, но если фильм будет рассматриваться как «часть политического успеха», то в этом случае у Пэйлин есть основания для судебного разбирательства. Юридический аналитик Мерседес Коулвин считает, что это безусловно пародия и она защищена первой поправкой.
Согласно New York Daily News, используя силу порнографии, Ларри Флинт хотел выразить свои взгляды на Сару Пэйлин. В пресс-релизе, выпущенной Hustler, было сказано: «Зрители совершат путешествие на дикую сторону сексуального губернатора Аляски. Сара Пэйлин не только покажет нам любовь между девушками, но её также будут „пялить“ русские, а университетский профессор объяснит молодой Пэйлин теорию „большого взрыва“». Однако, как сказал один из руководителей Hustler: «Очевидно, выходки Пэйлин в реальной жизни намного смешнее, чем мы можем выдумать. Её публичные выступления больше похожи на трейлеры к фильмам братьев Фарелли, чем тщательно продуманная работа в Белом доме».
1 ноября 2008 года комедийный дуэт Masked Avengers организовал телефонный розыгрыш Пэйлин, представившись президентом Франции Николя Саркози. В телефонном разговоре «Саркози» упомянул о «документальном фильм Hustler о её жизни — Who’s Nailin' Paylin?», на что настоящая Пэйлин ответила: «Здорово, спасибо». Тина Фей, пародировавшая Пэйлин в передаче Saturday Night Live, так прокомментировала фильм: «Они сделали порнофильм о Саре Пэйлин, и эта же актриса сыграла меня в порноверсии „Студия 30“. Странно, из нас троих Лиза Энн больше остальных знает о внешней политике».
В апреле 2009 года вышел клип Эминема «We Made You», в котором Лиза Энн снялась в образе Сары Пэйлин. Наряду с пародиями на разные фильмы, в нём также спародирована картина Ларри Флинта Who’s Nailin' Paylin?. Билл O’Рейли назвал видео «грубым» из-за использования изображения Пэйлин, а Эминема «мерзким рэпером» и «низшей формой развлечения».

## Премии и номинации
В 2009 году фильм Who’s Nailin' Paylin? стал обладателем XBIZ Award в категории «Рекламная кампания года». В 2010 году он был номинирован в категории «Фильм года», а Лиза Энн номинирована в категории «Актриса года». В 2010 году фильм номинировался на премию AVN Awards в трёх категориях: «Лучшее название года», «Лучшая маркетинговая кампания — Индивидуальный проект» и «Лучшая сексуальная комедия». Лиза Энн также была номинирована в категории «Лучшая актриса».
| Год  | Премия     | Номинация                                             | Номинант | Результат |
| ---- | ---------- | ----------------------------------------------------- | -------- | --------- |
| 2009 | XBIZ Award | Рекламная кампания года                               |          | Победа    |
| 2010 | XBIZ Award | Фильм года                                            |          | Номинация |
| 2010 | AVN Award  | Лучшее название года                                  |          | Победа    |
| 2010 | AVN Award  | Лучшая сексуальная комедия                            |          | Номинация |
| 2010 | AVN Award  | Лучшая маркетинговая кампания — Индивидуальный проект |          | Номинация |
| 2010 | XBIZ Award | Актриса года                                          | Лиза Энн | Номинация |
| 2010 | AVN Award  | Лучшая актриса                                        | Лиза Энн | Номинация |

## Сиквелы
После успеха Who’s Nailin’ Paylin? студия Hustler выпустила несколько продолжений: Letterman’s Nailin' Palin, You’re Nailin' Palin, Hollywood’s Nailin' Palin и Who’s Nailin' Palin? 2. Первые два фильма были выпущены в 2009 году, третий — в 2010 и последний — в 2011 году. Все ленты продолжают ту же сюжетную линию, что и первый фильм.
В фильме Letterman’s Nailin' Palin Сэрра Пэйлин участвует в шоу Дэвида Леттермана. В картине You’re Nailin' Palin, кроме Лизы Энн, снялась порноактриса Алексис Тексас в роли бывшей Мисс Калифорния Кэрри Прежан. С помощью интерактивных возможностей зритель может выбирать позиции и виды секса с актрисами. В фильме Hollywood’s Nailin' Palin бывший политик Пэйлин пытается поменять вид деятельности и уйти в сферу развлечений. С появлением большого количества свободного времени она сосредотачивает своё внимание на Голливуде, пытается сняться в высокобюджетном фильме, телевизионной драме, ведёт ток-шоу, а также становится соведущей шоу America’s Next Top Governor!. В картине Who’s Nailin’ Palin? 2 Сэрра Пэйлин возвращается в большую политику, чтобы принять участие в президентских выборах 2012 года.
3 августа 2010 года была выпущена компиляция лучших сцен с Сэррой Пэйлин — Sarah’s Going Rogue, в которую вошло пять сцен с главной героиней фильма.